# Progressistas

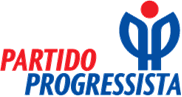
Altes Logo des PP

Progressistas, kurz PP, ist eine politische Partei in Brasilien. Sie hieß bis 2017 Partido Progressista (deutsch: „Fortschrittspartei“ / „progressive Partei“). Sie vertritt trotz des Namens konservative Positionen. Bundesvorsitzender ist Ciro Nogueira.
Der ehemalige Bundesvorsitzende (Presidente Nacional) Pedro Corrêa wurde wegen Korruption zu 20 Jahren Haft verurteilt. Ein bekanntes Mitglied war auch der Generalsekretär (Secretário Geral) Benedito Domingos. Das Mitglied Ana Amélia Lemos trat bei der Präsidentschaftswahl 2018 als Kandidatin für den Posten der Vizepräsidentin von Geraldo Alckmin von dem Partido da Social Democracia Brasileira (PSDB) an. Die PP ging für diese Wahl mit der PSDB und weiteren Parteien eine Wahlkoalition ein.
Die Partei ist 1995 mit dem Namen Partido Progressista Brasileiro durch den Zusammenschluss des PPR und des früheren PP entstanden. Am 4. April 2003 erfolgt die Umbenennung in Partido Progressista.
Zahlreiche Bundesabgeordnete waren in den Lava-Jato-Skandal um den Konzern Petrobras verwickelt, wodurch die Partei einen Absturz in der Beliebtheit erlitt. Bei der Wahl 2018 verlor sie schließlich ihre führende Stellung innerhalb der brasilianischen Konservativen. In der ersten Runde der Wahlen in Brasilien 2018 wurde Gladson Cameli zum 18. Gouverneur von Acre gewählt.
Staatspräsident Jair Bolsonaro war von 1995 bis 2003 Mitglied der Partei.

## Parteienstammbaum
|                            |                            |                            |                            | Aliança Renovadora Nacional (ARENA) 1966–1979 |                                            |                                            |                                            |                                                 |                                                 |                                                 |                                                 |                                                 |                                                 |                                           |                                           |                                                 |                                                 |                                                 |                                                 |                                                 |                                                 |                                            |                                            |                                            |                                            |                                     |                                     |                                               |                                               |                                               |                                               |                                               |                                               |  |  |  |  |  |  |  |  |  |  |  |  |
|                            |                            |                            |                            |                                               |                                            |                                            |                                            |                                                 |                                                 |                                                 |                                                 |                                                 |                                                 |                                           |                                           |                                                 |                                                 |                                                 |                                                 |                                                 |                                                 |                                            |                                            |                                            |                                            |                                     |                                     |                                               |                                               |                                               |                                               |                                               |                                               |  |  |  |  |  |  |  |  |  |  |  |  |
|                            |                            |                            |                            | Partido Democrático Social (PDS) 1980–1993    | Partido Democrático Social (PDS) 1980–1993 | Partido Democrático Social (PDS) 1980–1993 | Partido Democrático Social (PDS) 1980–1993 | Partido Democrático Social (PDS) 1980–1993      | Partido Democrático Social (PDS) 1980–1993      |                                                 |                                                 | Partido Democrata Cristão (PDC) 1985–1993       | Partido Democrata Cristão (PDC) 1985–1993       | Partido Democrata Cristão (PDC) 1985–1993 | Partido Democrata Cristão (PDC) 1985–1993 | Partido Democrata Cristão (PDC) 1985–1993       | Partido Democrata Cristão (PDC) 1985–1993       |                                                 |                                                 | Partido Social Trabalhista (PST) 1988–1993      | Partido Social Trabalhista (PST) 1988–1993      | Partido Social Trabalhista (PST) 1988–1993 | Partido Social Trabalhista (PST) 1988–1993 | Partido Social Trabalhista (PST) 1988–1993 | Partido Social Trabalhista (PST) 1988–1993 |                                     |                                     | Partido Trabalhista Renovador (PTR) 1985–1993 | Partido Trabalhista Renovador (PTR) 1985–1993 | Partido Trabalhista Renovador (PTR) 1985–1993 | Partido Trabalhista Renovador (PTR) 1985–1993 | Partido Trabalhista Renovador (PTR) 1985–1993 | Partido Trabalhista Renovador (PTR) 1985–1993 |  |  |  |  |  |  |  |  |  |  |  |  |
|                            |                            |                            |                            | Partido Democrático Social (PDS) 1980–1993    | Partido Democrático Social (PDS) 1980–1993 | Partido Democrático Social (PDS) 1980–1993 | Partido Democrático Social (PDS) 1980–1993 | Partido Democrático Social (PDS) 1980–1993      | Partido Democrático Social (PDS) 1980–1993      |                                                 |                                                 | Partido Democrata Cristão (PDC) 1985–1993       | Partido Democrata Cristão (PDC) 1985–1993       | Partido Democrata Cristão (PDC) 1985–1993 | Partido Democrata Cristão (PDC) 1985–1993 | Partido Democrata Cristão (PDC) 1985–1993       | Partido Democrata Cristão (PDC) 1985–1993       |                                                 |                                                 | Partido Social Trabalhista (PST) 1988–1993      | Partido Social Trabalhista (PST) 1988–1993      | Partido Social Trabalhista (PST) 1988–1993 | Partido Social Trabalhista (PST) 1988–1993 | Partido Social Trabalhista (PST) 1988–1993 | Partido Social Trabalhista (PST) 1988–1993 |                                     |                                     | Partido Trabalhista Renovador (PTR) 1985–1993 | Partido Trabalhista Renovador (PTR) 1985–1993 | Partido Trabalhista Renovador (PTR) 1985–1993 | Partido Trabalhista Renovador (PTR) 1985–1993 | Partido Trabalhista Renovador (PTR) 1985–1993 | Partido Trabalhista Renovador (PTR) 1985–1993 |  |  |  |  |  |  |  |  |  |  |  |  |
|                            |                            |                            |                            |                                               |                                            |                                            |                                            |                                                 |                                                 |                                                 |                                                 |                                                 |                                                 |                                           |                                           |                                                 |                                                 |                                                 |                                                 |                                                 |                                                 |                                            |                                            |                                            |                                            |                                     |                                     |                                               |                                               |                                               |                                               |                                               |                                               |  |  |  |  |  |  |  |  |  |  |  |  |
|                            |                            |                            |                            |                                               |                                            |                                            |                                            | Partido Progressista Reformador (PPR) 1993–1995 | Partido Progressista Reformador (PPR) 1993–1995 | Partido Progressista Reformador (PPR) 1993–1995 | Partido Progressista Reformador (PPR) 1993–1995 | Partido Progressista Reformador (PPR) 1993–1995 | Partido Progressista Reformador (PPR) 1993–1995 |                                           |                                           |                                                 |                                                 |                                                 |                                                 |                                                 |                                                 |                                            |                                            | Partido Progressista (PP) 1993–1995        | Partido Progressista (PP) 1993–1995        | Partido Progressista (PP) 1993–1995 | Partido Progressista (PP) 1993–1995 | Partido Progressista (PP) 1993–1995           | Partido Progressista (PP) 1993–1995           |                                               |                                               |                                               |                                               |  |  |  |  |  |  |  |  |  |  |  |  |
|                            |                            |                            |                            |                                               |                                            |                                            |                                            | Partido Progressista Reformador (PPR) 1993–1995 | Partido Progressista Reformador (PPR) 1993–1995 | Partido Progressista Reformador (PPR) 1993–1995 | Partido Progressista Reformador (PPR) 1993–1995 | Partido Progressista Reformador (PPR) 1993–1995 | Partido Progressista Reformador (PPR) 1993–1995 |                                           |                                           |                                                 |                                                 |                                                 |                                                 |                                                 |                                                 |                                            |                                            | Partido Progressista (PP) 1993–1995        | Partido Progressista (PP) 1993–1995        | Partido Progressista (PP) 1993–1995 | Partido Progressista (PP) 1993–1995 | Partido Progressista (PP) 1993–1995           | Partido Progressista (PP) 1993–1995           |                                               |                                               |                                               |                                               |  |  |  |  |  |  |  |  |  |  |  |  |
| Frente Liberal (FL)        | Frente Liberal (FL)        | Frente Liberal (FL)        | Frente Liberal (FL)        | Frente Liberal (FL)                           | Frente Liberal (FL)                        |                                            |                                            |                                                 |                                                 |                                                 |                                                 |                                                 |                                                 |                                           |                                           | Partido Progressista Brasileiro (PPB) 1995–2003 | Partido Progressista Brasileiro (PPB) 1995–2003 | Partido Progressista Brasileiro (PPB) 1995–2003 | Partido Progressista Brasileiro (PPB) 1995–2003 | Partido Progressista Brasileiro (PPB) 1995–2003 | Partido Progressista Brasileiro (PPB) 1995–2003 |                                            |                                            |                                            |                                            |                                     |                                     |                                               |                                               |                                               |                                               |                                               |                                               |  |  |  |  |  |  |  |  |  |  |  |  |
| Frente Liberal (FL)        | Frente Liberal (FL)        | Frente Liberal (FL)        | Frente Liberal (FL)        | Frente Liberal (FL)                           | Frente Liberal (FL)                        | Partido da Frente Liberal (PFL) 1985–2007  | Partido da Frente Liberal (PFL) 1985–2007  | Partido da Frente Liberal (PFL) 1985–2007       | Partido da Frente Liberal (PFL) 1985–2007       | Partido da Frente Liberal (PFL) 1985–2007       | Partido da Frente Liberal (PFL) 1985–2007       |                                                 |                                                 |                                           |                                           | Partido Progressista Brasileiro (PPB) 1995–2003 | Partido Progressista Brasileiro (PPB) 1995–2003 | Partido Progressista Brasileiro (PPB) 1995–2003 | Partido Progressista Brasileiro (PPB) 1995–2003 | Partido Progressista Brasileiro (PPB) 1995–2003 | Partido Progressista Brasileiro (PPB) 1995–2003 |                                            |                                            |                                            |                                            |                                     |                                     | Partido Progressista (PP) 2003–2017           | Partido Progressista (PP) 2003–2017           | Partido Progressista (PP) 2003–2017           | Partido Progressista (PP) 2003–2017           | Partido Progressista (PP) 2003–2017           | Partido Progressista (PP) 2003–2017           |  |  |  |  |  |  |  |  |  |  |  |  |
| Democratas (DEM) seit 2007 | Democratas (DEM) seit 2007 | Democratas (DEM) seit 2007 | Democratas (DEM) seit 2007 | Democratas (DEM) seit 2007                    | Democratas (DEM) seit 2007                 | Partido da Frente Liberal (PFL) 1985–2007  | Partido da Frente Liberal (PFL) 1985–2007  | Partido da Frente Liberal (PFL) 1985–2007       | Partido da Frente Liberal (PFL) 1985–2007       | Partido da Frente Liberal (PFL) 1985–2007       | Partido da Frente Liberal (PFL) 1985–2007       |                                                 |                                                 |                                           |                                           |                                                 |                                                 |                                                 |                                                 |                                                 |                                                 | Progressistas (PP) seit 2017               | Progressistas (PP) seit 2017               | Progressistas (PP) seit 2017               | Progressistas (PP) seit 2017               | Progressistas (PP) seit 2017        | Progressistas (PP) seit 2017        | Partido Progressista (PP) 2003–2017           | Partido Progressista (PP) 2003–2017           | Partido Progressista (PP) 2003–2017           | Partido Progressista (PP) 2003–2017           | Partido Progressista (PP) 2003–2017           | Partido Progressista (PP) 2003–2017           |  |  |  |  |  |  |  |  |  |  |  |  |